# Motukoreaïta
La motukoreaïta és un mineral de la classe dels sulfats, que pertany al grup de la wermlandita. Anomenada així per K.A. Rodgers, J.E. Chisholm, R.J. Davis, i C.S. Nelson l'any 1977 pel nom maorí de la localitat tipus, Motukorea, que vol dir l'illa dels corbs marins. Després de la reavaluació de la nomenclatura del grup de la hidrotalcita, la motukoreaïta va ser identificada com a mineral qüestionable que hauria de ser investigat més a fons. El rang actual de composicions adscrites a la motukoreaïta pot representar a més d'una espècie.

## Classificació
Segons la classificació de Nickel-Strunz, la motukoreaïta pertany a «07.D - Sulfats (selenats, etc.) amb anions addicionals, amb H₂O, amb cations de mida mitjana només; plans d'octaedres que comparteixen vores» juntament amb els següents minerals: felsőbanyaïta, langita, posnjakita, wroewolfeïta, spangolita, ktenasita, christelita, campigliaïta, devil·lina, ortoserpierita, serpierita, niedermayrita, edwardsita, carrboydita, glaucocerinita, honessita, hidrohonessita, ramsbeckita, mountkeithita, shigaïta, wermlandita, woodwardita, zincaluminita, hidrowoodwardita, zincowoodwardita, natroglaucocerinita, nikischerita, lawsonbauerita, torreyita, mooreïta, namuwita, bechererita, vonbezingita, redgillita, calcoalumita, nickelalumita, kyrgyzstanita, guarinoïta, schulenbergita, theresemagnanita, UM1992-30-SO:CCuHZn i montetrisaïta.

## Característiques
La motukoreaïta és un sulfat de fórmula química Mg₆Al₃(OH)18[Na(H₂O)₆][SO₄]₂·6H₂O. Cristal·litza en el sistema trigonal. Pot deshidratar-se parcialment.

## Formació i jaciments
Es troba en ciment a la vora de bretxes volcàniques meteoritzades en ambients submarins. Ha estat descrita a Àustria, Austràlia, Itàlia, Polònia i Nova Zelanda.